# Señorío de Cuzcatlán
El Señorío de Cuzcatlán (en idioma náhuat: Kuskatan) fue una nación nahua en su mayoría pipil del período posclásico tardío de la época prehispánica; que estaba fundamentada en lo que se conoce como régimen Zuyuano, que era una estructura ideológica que sustentaba a los gobiernos de ese período, basado en que los altos cargos de gobierno fueron conferidos por Ce Ácatl Topiltzin Quetzalcóatl en Tollan (a quien también mitológicamente se le considera el fundador de Cuscatlán en su exilio). Su territorio abarcaba la mayor parte de la zona occidental y central de El Salvador, cubriendo un territorio de aproximadamente 10 000 km².
Estaba dividido en 72 provincias tributarias denominadas como kalpishkayu (náhuatl clásico: calpixcayotl 'cosas del calpixqui o mayordomo'), también llamados atepet (náhuatl clásico: altepetl 'cerro de agua') o techantakutun (techan 'pueblo', takutun 'parte', parte de un pueblo; este término es un neologismo utilizado actualmente en el vocabulario nahua para designar a este tipo de entidades así como municipios y entidades similares). Las principales eran: el propio Cuzcatlán (en la actualidad Antiguo Cuscatlán), Izalco (el cual fue dividido a principios de la época colonial en Tecpán Izalco, el actual Izalco, y Caluco Izalco, el presente Caluco), Tacuzcalco (el actual Nahulingo y las ruinas de Tacuzcalco), Cojutepeque, Nonualco (actuales Santiago Nonualco y San Juan Nonualco), Tecoluca y Purulapa (actuales San Martín, San Pedro Perulapán y San Bartolomé Perulapía). De estas Nonualco, Izalco, Cojutepeque y Cuscatlán eran las que tenían más población y pudieron haber sido sedes de un taketzakayu (nahuatl clásico: tlahtohcayotl 'cosas del hablador o tlahtoani, reino o región dominada por un linaje principal') o taltakutun (tal 'tierra', takutun 'parte'), estando las demás provincias repartidas entre estos taketzakayu. Mientras que Purulapa, Tacuzcalco y Tecoluca pudieron ser pendones de guerra o regiones dependientes llamados kwawtaketzakayu (nahuatl clásico cuauhtlatocayotl, otro nombre para estas en náhuatl clásico era tlahuallinalpan) de alguno de los taketzakayu.
Cada provincia tributaria al weytechan (capital o literalmente gran pueblo en nawat) de un taketzakayu era gobernada por un tekutaketzani (náhuat clásico: teuctlahtoani 'señor orador' u 'orador padre') también llamado wey kalpiani (náhuatl clásico: huey calpixqui 'el gran poseedor de casas') que tenían bajo su disposición a los recaudadores o recolectores de tributos llamados kalpiani (náhuat clásico: calpixque 'el que posee casas') o tepiani (náhuat clásico: tepixqui 'el que posee gentes'). Mientras que el gobernante respectivo de la weytechan de un taketzakayu recibía el título de "Taketzani" (náhuatl clásico: tlahtoāni 'el que habla, orador'), de estos el Taketzani de Kuscatan llevaba el título de "Takateku" (náhuatl clásico tlācatecuhtli 'jefe de los hombres') o "Wey Taketzani" (náhuatl clásico Huey Tlahtoani 'gran orador') y era su vez el gobernante de la nación.
El principal motor económico de las provincias era el maíz, el cual era cultivado en la mayoría de las provincias que no estaban en la costa o cerca del lago de Ilopango. Este era seguido por el cultivo de cacao que era cosechado principalmente en las poblaciones ubicadas en los actuales departamentos salvadoreños de Sonsonate y Ahuachapán. Además de Atehuan (la actual Ateos), Ciguateguacan (actual Santa Ana), Chalchuapa y Cinacantan (está última es una población extinta), mientras que la recolección de sal y/o la pesca principalmente de Olominas era el motor económico de las provincias costeras y cercanas del lago de Ilopango.
Reconstruir la historia de este Señorío resulta problemático, debido a la inexistencia de manuscritos de los habitantes de la nación en la actualidad, ya que ninguno logró sobrevivir. Por otro lado Francisco Antonio de Fuentes y Guzmán y Domingo Juarros mencionan en sus escritos un poco de historia de este Señorío, mencionando que originalmente era dominada por los jefes militares en un tipo de república, que luego desembocó en una dictadura en el gobierno de Cuachimichin, quien fue derrocado y sucedido por Tutecotzimit, el cual estableció la monarquía hereditaria y, al parecer, fue sucedido probablemente por Tonaltut (de este último no se conoce su relación con los anteriores).
La conquista del Señorío inició en 1524 con la expedición de Pedro de Alvarado, el cual logró llegar a la capital pero no pudo someterla, teniendo que regresar debido a la cercanía del invierno. Un fuerte militar (que es mencionado como la primera villa de San Salvador) sería fundado por Gonzalo de Alvarado en un lugar desconocido de este Señorío en 1525, debido al temor de un intento de conquista por parte de Pedrarias Dávila, pero este fuerte sería abandonado en 1526. La conquista definitiva sucedió en 1528 y, tras su terminación en el mismo año, se fundó la villa de San Salvador en el sitio de ciudad vieja. Tras su fundación, sucedieron algunos levantamientos, siendo el principal el del peñón de Cinacantan que sucedió entre finales de 1528 y principios de 1529. Después del sometimiento de este peñón, el territorio estaba prácticamente conquistado.

## Orígenes e historia

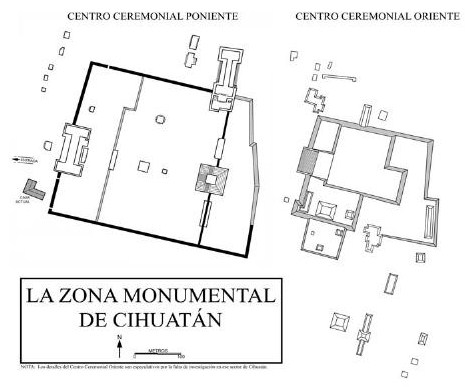
Plano del Centro monumental de Cihuatan

### Caída y fin del Señorío de Cuzcatlán

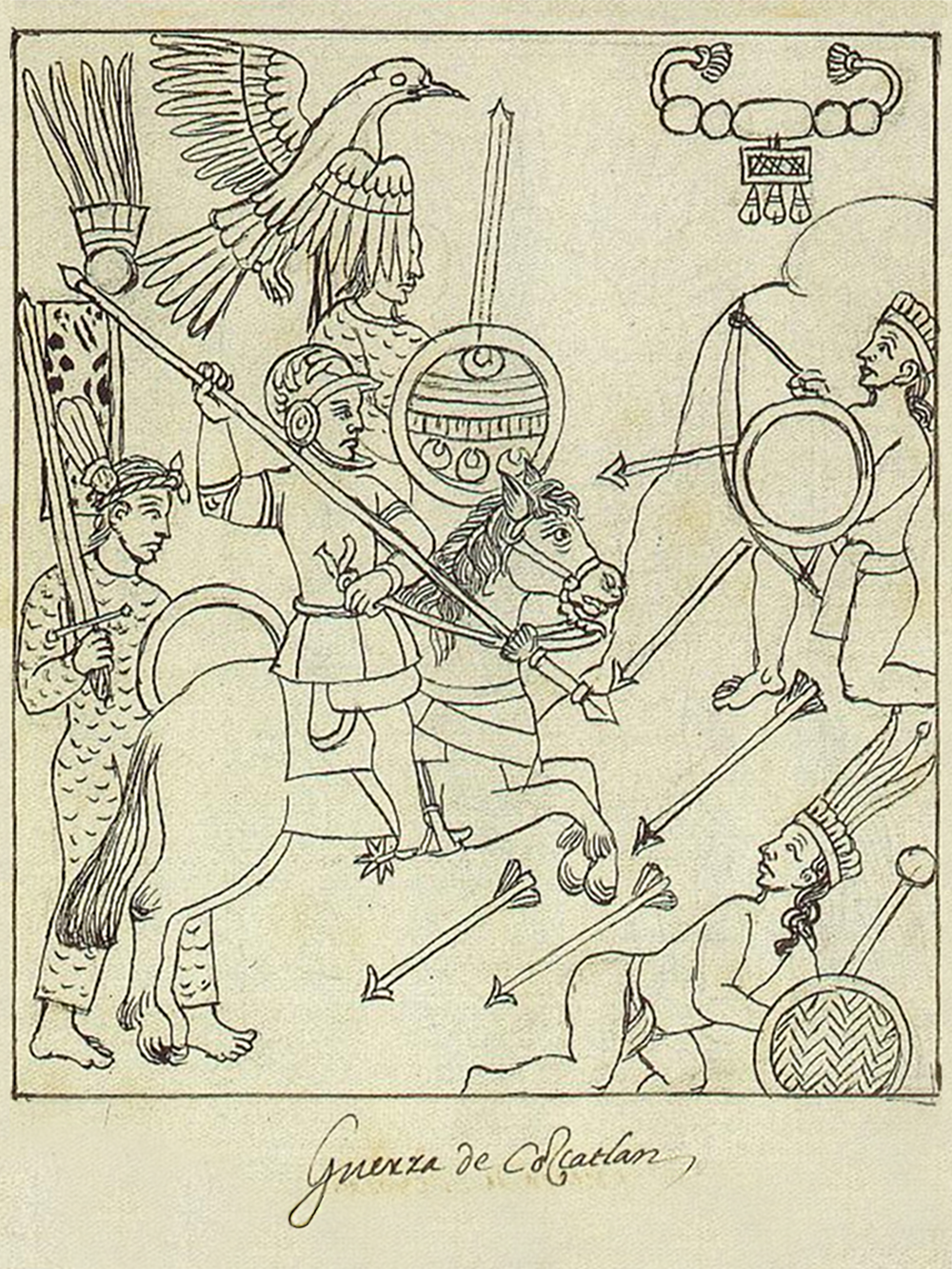
Escena del Manuscrito de Glasgow que muestra la entrada a Cuzcatlán por el ejército de Pedro de Alvarado acompañado de un ejército de indígenas tlaxcaltecas. Nótese que los pipiles son representados de un modo más tosco (en comparación con los nahuas tlaxcaltecas a la izquierda) como bárbaros e Chichimecas.